# 由土里醬
《由土里醬》是由BIGLOBE发行的日本网络动画作品，2009年12月29日0時至12月31日24時先行播出首4話，从2010年3月16日开始正式播出。

## 概要
- 讲述来到玩具厂商「ポプー」市场部打工的女子高中生由土里周围所发生的各种各样的新鲜事。

- 在官方网站会员登录后，能得到来自由土里的电子邮件，其中有着可以线上看片的URL地址[3]。1到4集是免费播放，从第5集开始收费。

## 登場人物
田中由土里（聲：悠木碧）
生日：11月23日（勤勞感謝之日）、血型：AB
本作品的主人公。被周围人叫作“由土里”。完全没有作为社会上一员的素养，经常让周围人感到困饶的寬鬆世代的女子高中生。非常喜欢前辈摘込。
摘込诗织（聲：花澤香菜）
生日：12月25日（聖誕節）、血型：A
公立T大学的大学生。通称「摘込」。在ポプー打工赚学费中。自从由土里进公司后，总被由土里弄得很困扰。名稱源自應試教育。
団華院铃子（聲：渡邊明乃）
生日：5月1日（国际劳动节）、血型：O
公司ポプー的正式工作人员，由土里和摘込的上司。通称「団華院」。对工作非常热心，经常拿着能打别人的大型纸扇。名稱源自團塊世代。
乙 回（聲：宮崎寛務）
公司ポプー的正式工作人员，通称「乙」。负责帮助摘込。
祖谷氏 圭子（聲：野中藍）
公司ポプー的正式工作人员，通称「祖谷氏」。
綾小路・巴布鲁・金守（聲：矢部雅史）
公司ポプー的营业部工作人员。是某个大客户的儿子。

## 工作人员
- 原作 - 田中由土里、アクタス
- 監督 - 川口敬一郎
- 構成・脚本 - 浅川美也
- 人物原案 - POP
- 人物设计・総作画監督 - 西尾公伯
- 美術設定 - 比留間崇
- 色彩設計 - 原田幸子
- 撮影監督 - 阿部安彦
- 編集 - たぐまじゅん
- 音楽  - 笠松美樹
- 音響監督 - 本山哲
- 構成協力 - Dr.モロー
- 制作 - アクタス
- 製作協力 - 萬代影視
- 製作 - NECビッグローブ

## 主題曲
作詞 - yozuca* / 作曲 - 俊龍 / 編曲 - 安藤高弘 / 歌 - ゆとり（悠木碧）、つめこみ（花澤香菜）、だんかい（渡辺明乃）

## 各集子标题
| 集數 | 日文標題 | 中文標題     |
| ---- | -------- | ------------ |
| 1    |          | 由土里登场   |
| 2    |          | 电话         |
| 3    |          | 说教         |
| 4    |          | 惊喜         |
| 5    |          | 心情预报     |
| 6    |          | 计划表       |
| 7    |          | 猜拳         |
| 8    |          | 巴布鲁登场   |
| 9    |          | 新商品       |
| 10   |          | 打扫干净     |
| 11   |          | 少女的梦想   |
| 12   |          | 有异议！     |
| 13   |          | 宣传活动     |
| 14   |          | 由土里妈妈   |
| 15   |          | 巴布鲁再登场 |
| 16   |          | 安全上垒？   |
| 17   |          | 恋爱观       |
| 18   |          | 社员旅行     |
| 19   |          | 错乱         |
| 20   |          | 看病         |
| 21   |          | 火灾         |
| 22   |          | 传闻         |
| 23   |          | 调查         |
| 24   |          | 緊張         |
| 25   |          | 作风         |

## 网络广播
ゆとり☆ちゃんねる〜ラヂオもイラッとしないでね♥〜
参加者是悠木碧和花澤香菜。2010年3月5日播放了第0回，同年3月19日开始正篇播放。每周五更新。

## 脚注
1. ↑  . BIGLOBE. 2010年3月16日  [2010年3月30日]. （原始内容存档于2010年3月23日） （日语）.
2. ↑  . BIGLOBE. 2009年12月29日  [2010年3月30日] （日语）.[永久]
3. ↑  其中手机只有NTT网的能收看，其它网络的手机只能通过PC观看。